# Zöldszemű gekkó
A zöldszemű gekkó (Gekko smithii) a hüllők (Reptilia) osztályába a gyíkok (Sauria) alrendjébe és a gekkófélék (Gekkonidae) családjába tartozó faj.

## Elterjedése, élőhelye
Ázsia délkeleti részén Indonézia, Malajzia, Mianmar, Szingapúr és Thaiföld területén honos.

## Megjelenése
Testhossza 25-30 centiméter. Színe barnásszürke, testét többször megtörő fehér sávok díszítik. Magyar nevét zöld színű szeméről kapta.

## Életmódja
Éjjel aktív. Tápláléka gerinctelenekből áll.

## Tartása
Két hímet ne tartsunk együtt. A terrárium mérete minimum 80x50x90 legyen. Helyezzünk a terráriumba trópusi növényeket. Ha benyúlunk a terráriumba akkor viseljünk bőrkesztyűt, mert harapása fájdalmas.

## Külső hivatkozás
- Képek az interneten a fajról